# Placówka Straży Granicznej I linii „Zaborówiec”

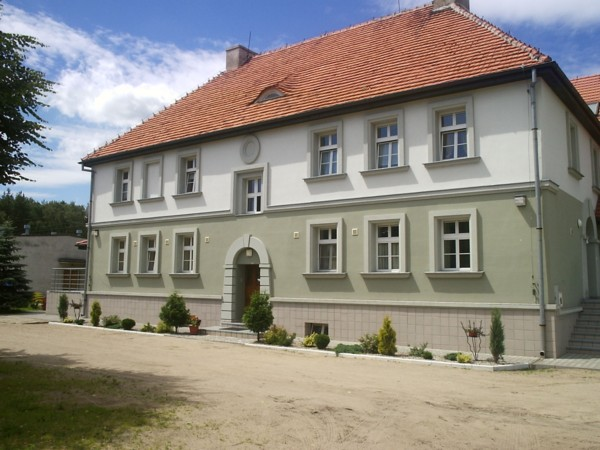
Budynek dawnej placówki SC w Zaborówcu

Placówka Straży Granicznej I linii „Zaborówiec” – jednostka organizacyjna Straży Granicznej pełniąca służbę ochronną na granicy polsko-niemieckiej w okresie międzywojennym.

## Geneza
Na wniosek Ministerstwa Skarbu, uchwałą z 10 marca 1920 roku, powołano do życia Straż Celną. Od połowy 1921 roku jednostki Straży Celnej rozpoczęły przejmowanie odcinków granicy od pododdziałów Batalionów Celnych. Proces tworzenia Straży Celnej trwał do końca 1922 roku. Placówka Straży Celnej „Zaborówiec” weszła w podporządkowanie komisariatu Straży Celnej „Włoszakowice” z Inspektoratu SC „Leszno”.

## Formowanie i zmiany organizacyjne
Rozporządzeniem Prezydenta Rzeczypospolitej Polskiej Ignacego Mościckiego z 22 marca 1928 roku, do ochrony północnej, zachodniej i południowej granicy państwa, a w szczególności do ich ochrony celnej, powoływano z dniem 2 kwietnia 1928 roku Straż Graniczną.
Rozkazem nr 3 z 25 kwietnia 1928 roku w sprawie organizacji Wielkopolskiego Inspektoratu Okręgowego dowódca Straży Granicznej gen. bryg. Stefan Pasławski określił strukturę organizacyjną komisariatu SG „Leszno”. 
Już 15 września 1928 dowódca Straży Granicznej rozkazem nr 7 w sprawie zmian dyslokacji Wielkopolskiego Inspektoratu Okręgowego podpisanym w zastępstwie przez mjr. Wacława Szpilczyńskiego zmieniał miejsce postoju komisariatu na Zaborowo), jego organizację i ustalał zasięg placówek. Placówka Straży Granicznej I linii „Zaborówiec” znalazła się w jego strukturze.
Rozkazem nr 11 z 9 stycznia 1930 roku o reorganizacji Wielkopolskiego Inspektoratu Okręgowego komendant Straży Granicznej płk Jan Jur-Gorzechowski ustalił numer (1/11) i organizację samodzielnego już komisariatu „Włoszakowice”. Placówka weszła w jego skład.

## Służba graniczna
Sąsiednie placówki:
- placówka Straży Granicznej I linii „Radomyśl” ⇔ placówka Straży Granicznej I linii „Zbarzewo” − 1928[9]